# Badminton nos Jogos Pan-Americanos de 2023 - Qualificação
A seguir está o sistema de qualificação e as nações classificadas a competição de Badminton nos Jogos Pan-Americanos de 2023, a ser realizada em Santiago, no Chile, de 21 a 25 de outubro de 2023.

## Sistema de classificação
Um total de 90 atletas (45 homens e 45 mulheres) irão se classificar para competir nos jogos. Uma nação pode classificar até quatro atletas por gênero. Como país-sede, o Chile classificou automaticamente uma equipe completa de oito atletas. Todas as outras vagas serão alocadas através do ranking mundial de 2 de maio de 2023. O atleta e as duplas melhor ranqueados de cada nação em cada um dos cinco eventos serão somados para determinar o total de pontos da nação. Os três melhores países do ranking classificarão oito atletas, enquanto os quatro seguintes irão classificar seis atletas (três por gênero), com os quatro subsequentes classificando quatro (dois por gênero). Todas as outras nações irão classificar um atleta cada, até que a cota por gênero seja atingida. Os medalhistas de ouro no individual masculino e no individual feminino nos Jogos Pan-Americanos Júnior de 2021 receberam uma vaga direta para Santiago 2023, que não fará parte do limite de cota especificado no sistema de classificação para estes Jogos. 

## Linha do tempo
| Eventos                             | Data                      | Local          |
| ----------------------------------- | ------------------------- | -------------- |
| Jogos Pan-Americanos Júnior de 2021 | 26–29 de novembro de 2021 | Cali, Colômbia |
| Ranking da BWF                      | 2 de maio de 2023         | –              |

## Sumário de qualificação
| CON                      | Masculino | Feminino | Atletas |
| ------------------------ | --------- | -------- | ------- |
| CAN Canadá               | 5         | 5        | 10      |
| CHI Chile                | 4         | 4        | 8       |
| CHI Chile                | 4         | 4        | 8       |
| USA Estados Unidos       | 4         | 4        | 8       |
| BRA Brasil               | 4         | 4        | 8       |
| GUA Guatemala            | 3         | 3        | 6       |
| PER Peru                 | 3         | 3        | 6       |
| MEX México               | 3         | 3        | 6       |
| ESA El Salvador          | 3         | 3        | 6       |
| DOM República Dominicana | 2         | 2        | 4       |
| JAM Jamaica              | 2         | 2        | 4       |
| ARG Argentina            | 2         | 2        | 4       |
| CUB Cuba                 | 2         | 2        | 4       |
| VEN Venezuela            | 1         | 1        | 2       |
| ECU Equador              | 1         | 1        | 2       |
| SUR Suriname             | 1         | 1        | 2       |
| COL Colômbia             | 1         | 1        | 2       |
| TTO Trinidad e Tobago    | 1         | 1        | 2       |
| CRC Costa Rica           | 1         | 1        | 2       |
| PAR Paraguai             | 1         | 1        | 2       |
| BAR Barbados             | 1         | 1        | 2       |
| GUY Guiana               | 1         | -        | 1       |
| ARU Aruba                | 1         | -        | 1       |
| Total: 2 CON's           | 45        | 45       | 90      |

## Forma de qualificação
| Forma de qualificação               | Posição | Vagas | CON                      | Pontuação no ranking |
| ----------------------------------- | ------- | ----- | ------------------------ | -------------------- |
| Jogos Pan-Americanos Júnior de 2021 | –       | 1     | CAN Rachel Ling          | –                    |
| Jogos Pan-Americanos Júnior de 2021 | –       | 1     | CAN Brian Yang           | –                    |
| Ranking Pan-Americano da BWF        | –       | 8     | CHI Chile                | País sede            |
| Ranking Pan-Americano da BWF        | 1       | 8     | CAN Canadá               | 185598               |
| Ranking Pan-Americano da BWF        | 2       | 8     | USA Estados Unidos       | 145978               |
| Ranking Pan-Americano da BWF        | 3       | 8     | BRA Brasil               | 109747               |
| Ranking Pan-Americano da BWF        | 4       | 6     | GUA Guatemala            | 79716                |
| Ranking Pan-Americano da BWF        | 5       | 6     | PER Peru                 | 56544                |
| Ranking Pan-Americano da BWF        | 6       | 6     | MEX México               | 54225                |
| Ranking Pan-Americano da BWF        | 7       | 6     | ESA El Salvador          | 41467                |
| Ranking Pan-Americano da BWF        | 8       | 4     | DOM República Dominicana | 20220                |
| Ranking Pan-Americano da BWF        | 9       | 4     | JAM Jamaica              | 20130                |
| Ranking Pan-Americano da BWF        | 10      | 4     | ARG Argentina            | 19648                |
| Ranking Pan-Americano da BWF        | 11      | 4     | CUB Cuba                 | 14810                |
| Ranking Pan-Americano da BWF        | 12      | 2     | VEN Venezuela            | 12980                |
| Ranking Pan-Americano da BWF        | 13      | 2     | ECU Equador              | 12636                |
| Ranking Pan-Americano da BWF        | 14      | 2     | SUR Suriname             | 9630                 |
| Ranking Pan-Americano da BWF        | 15      | 2     | COL Colômbia             | 7920                 |
| Ranking Pan-Americano da BWF        | 16      | 2     | TTO Trinidad e Tobago    | 6740                 |
| Ranking Pan-Americano da BWF        | 17      | 2     | CRC Costa Rica           | 5700                 |
| Ranking Pan-Americano da BWF        | 18      | 1     | PAR Paraguai             | 4440                 |
| Ranking Pan-Americano da BWF        | 19      | 2     | BAR Barbados             | 4250                 |
| Ranking Pan-Americano da BWF        | 20      | 1     | GUY Guiana               | 2530                 |
| Ranking Pan-Americano da BWF        | 20      | 1     | ARU Aruba                | 100                  |